# Pithecia monachus
El saki cabelludo, parahuaco común o parahuaco negro (Pithecia monachus) conocido también como huarpo, huapo negro o mico volador es un primate neotropical endémico de Sudamérica que habita en la Amazonia, al noroccidente de Brasil y nororiente de Perú. Siguiendo a Hershkovitz y Eisenberg se reconocían dos subespecies (P. monachus milleri y P. monachus monachus), aunque también la forma P. napensis (Lönnberg. 1939) ha sido tratada también como una subespecie distinta por Rylands y por Groves. Sin embargo, de cuerdo con la revisión taxonómica de Laura Marsh, Pithecia milleri y Pithecia napensis actualmente se consideran como especies distintas.
Con respecto al género se dice que  Pithecia es simpátrico, ya sea con Chiropotes, Cacajao calvus  y Callicebus spp. salvo en las Guayanas, donde Callicebus está ausente de Pithecia spp. Aunque Pithecia es uno de los géneros menos estudiados de Platyrrhini, todas las especies parecen compartir un modelo de tamaño pequeño del grupo y las hembras de color críptico. Los machos presentan una serie de dicromatismo sexual en pelaje facial y corporal, el más fuerte en Pithecia spp. De leve a moderado dimorfismo sexual en la masa corporal también es evidente (hembra se extiende a la masa corporal de 68% a 93% de la masa corporal masculina) Norconk.

## Taxonomía y filogenia
La familia Pitheciidae ahora tiene más fundamento teórico por análisis filogenéticos basados en datos morfológicos y moleculares que agrupa al género Pithecia junto con Cacajao, Chiropotes, dentro de la subfamilia Pitheciinae y a Callicebus en la subfamilia Callicebinae.
Hershkovitz revisó en dos ocasiones el género, lo dividía inicialmente (1979) en cuatro especies (P. pithecia, P. monachus, P. hirsuta y P. albicans), y en su revisión más actual en cinco especies (P. pithecia, P. monachus, P. irrorata, P. aequatorialis, y P. albicans).
En su primera revisión, Hershkovitz describió un esquema en el cual el actual P. aequatorialis era llamado P. monachus y el ahora llamado P. monachus se denominaba P. hirsuta; este último arreglo nomenclatural fue aceptado por Mittermeier et al. Rylands et al. y Groves.
Había dos subespecies reconocidas:
- Pithecia monachus monachus ('E. Geoffroy, 1812)
- Pithecia monachus milleri (Allen Miller, 1914)

Pithecia monachus es ahora una de las 16 especies reconocidas del género Pithecia, otra de las cuales es P. milleri.

## Anatomía y fisiología
Diferencias entre el grupo de P. pithecia y P. monachus al parecer no es tan marcado a nivel craneal  y dental, aunque se presenta  una significativa variación de proporción en las extremidades de los dos grupos, de los cuales el grupo P. pithecia tiene las extremidades más largas en relación con la longitud del tronco. Diferencias  físicas entre los sexos de P. monachus por lo menos están en el pelaje. La hembra tiene el pelaje de la cara y región frontal más gruesa y suave que el de los machos.
La morfología del cráneo es distintiva: las órbitas están separadas de la caja del cerebro por una depresión frontal. Los incisivos están dispuestos hacia el frente, los caninos largos están presentes y se utiliza para romper la cubierta dura de los frutos. Su visión es estereoscópica probablemente adaptado para un hábitat arbóreo. Las fosas nasales son lateralmente en la cara.
En relación con las dos subespecies:
P. m. monachus su cuerpo es negro mezclado con blanco. Pelaje largo y enredado. Cara casi desnuda, negra con algunos pelos blancos. Barbilla y garganta desnuda. Banda de pelos blancos a cada lado del hocico. Piernas a veces blancuzcas. Además, tiene el pecho y las partes bajas internas del antebrazo son casi desnudas. Los pelos de la cabeza están dirigidos hacia el frente y forman una capucha que parcialmente se sobrepone a los cortos pelos de la región frontal y les da un aspecto característico.
P. m. milleri tiene el pecho en su mayoría o enteramente de color café, con la garganta anaranjada-negruzca o una mezcla de los dos colores en los machos poco distinto de P.m. monachus Las hembras de las dos subespecies son similares.
De las dos subespecies   P. m. milleri es la menos derivada, dado  que esta subespecie presenta menos dimorfismo sexual. En general para las dos subespecies la longitud entre cabeza-cuerpo es de 370 a 480 mm, con una cola no prensil y robusta cuya longitud varía entre 404 y 500 mm. Los individuos de ambos sexos pesan entre 2 y 3 kg, sin embargo, los machos son ligeramente más corpulentos que las hembras.

## Distribución geográfica
En Colombia P. m. milleri tiene una distribución poco conocida, pero se cree que se ubica entre el río Orteguaza hasta el río Putumayo en Colombia. Se encuentra entre los ríos Caquetá y Putumayo al oriente de Puerto Leguízamo hasta unos 500–600 m, y P. m. monachus se distribuye al occidente del río Caguán y al norte y sur del río Caquetá pero hacia el occidente de Puerto Leguízamo. Aunque el límite exacto entre las dos subespecies no está definido.
P. m. monachus se encuentra en todo el nororiente de Perú, al sur de Ucayali y al este con el Río Juruá en el noroccidente de Brasil.
Población: En general el tamaño de su territorio es de 0,33 a 0,50 km². Cerca del río Purite en Colombia, la densidad se calcula entre 2 y 14,5 individuos / km ². Según un estudio hecho en el año 2005 estimó una densidad de 11 individuos / km ² en Ayo, por debajo del río Caquetá.
• Sitios de observación: Puede ser fácilmente visto a lo largo de corrientes de pequeños ríos al sur del río Caquetá. La subespecie (P. m. monachus) es muy común en el alto río Cahuinarí y puede ser vista en los ríos Cotuhé y Amacayacu en el parque nacional Amacayacu, mientras que P. m. milleri puede ser observado dentro del Parque nacional La Paya.

## Hábitat
De acuerdo a un estudio es común encontrar a P. monachus en bosques  altos aunque frecuenta también  claros de bosque  en poca proporción. Acostumbra estar en  cimas, laderas y terrazas estas dos últimas  en menor proporción. Algunas veces se ha encontrado en valles y bordes de riachuelos. El estrato del bosque en el que frecuentemente está esta especie de primate está entre los 10m a 25m de altura.
Las dos subespecies son arborícolas se encuentran en bosques húmedos o en bosques inundables, hasta 500 metros de altitud. Estudios revelan que los árboles más altos disponibles (10 a 35 metros de altura) son el hábitat preferido de estos animales, y en la mayoría de los casos son los únicos primates que habitan en este nicho. (Moynihan, 1976) Por ello usan los estratos medio y alto del bosque.

## Ecología
Pithecia es uno de los más difíciles de la platirrinos para habituar a los observadores humanos. La mayoría de los estudios de la especie P. pithecia y P. monachus proporcionó información detallada sobre ecología de la alimentación, pero se dispone menos datos sobre el comportamiento social. Como resultado de ello, todavía quedan por resolver muchas cuestiones, incluidas las relaciones entre los adultos, la maduración de subadultos y su relación con su grupo natal, y las características de la dinámica de grupos.
Entre los  pithecinos, P. monachus y P. pithecia tienen la capacidad de utilizar los recursos más eficientemente con los caninos, como las hojas, lo cual puede influir a que se deba un tamaño de grupo pequeño e inversión alta de energía en la ingesta de hojas a causa de los desplazamientos.

## Comportamiento
Frecuentan lugares de vegetación densa. Son diurnos y arborícolas. Forman grupos de dos a ocho individuos. En  un estudio se observaron cuatro grupos de P. monachus con un tamaño de grupo entre cuatro a cinco individuos. Duermen en el dosel. Son muy callados y tímidos.
P. monachus spp., son saltadores-cuadrúpedos. Los grupos familiares son familias nucleares que consisten en una pareja monógama con sus crías. Las familias que crían hijos son muy territoriales, similares a los gibones del género Hylobates. Un comportamiento peculiar se observa en la noche cuando varias familias duermen en el mismo árbol. Los adultos reconocen a su compañero por tener vocalizaciones muy especializadas, entre ellas señales acústicas como chirridos, silbidos y trinos. Los gruñidos constituyen un mayor nivel de agresión.

### Dieta
Su dieta es frugívora, pero también incluye semillas, nueces y una pequeña proporción de insectos. Utilizan sus grandes caninos para romper su alimento antes de ingerirlo. La dieta de alta calidad restringe su alcance en que debe ser capaz de capturar suficiente alimento de alta proteína para su grupo familiar inmediato.
Un estudio muestra que Pithecia monachus consume flores de plantas arbóreas como Laetia corymbulosa y Erythrina glauca, las cuales tienen como principal hábitat las orillas de ríos y caños de bosques inundables de agua blanca.
|                                | Mesocarpio y semilla | Mesocarpio | Semilla | Arilo                   | Flor                                |
| ------------------------------ | --- | --- | --- | ----------------------- | ----------------------------------- |
| Especies de plantas consumidas | Xylopia sp. (Annonaceae) Virola surinamensis (Myristicaceae) Virola pavonis (Myristicaceae) Minquartia guyanensis (Olacaceae) | Euterpe oleracea (Arecaceae) Mauritia flexuosa (Arecaceae) Couepia subcordata (Chrysobalanaceae) Gnetum spp. (Gnetaceae) Rheedia acuminata (Guttiferae) Calycorectes sp. (Myrtaceae) Pouteria sp. (Sapotaceae) | Alchornea latifolia (Euphorbiaceae) Eschweilera sp. (Lecythidaceae) Iryanthera sp. (Myristicaceae) Paullinia sp. (Sapindaceae) | Inga spp. (Leguminosae) | Laetia corymbulosa (Flacourtiaceae) |

### Organización social
Son monógamos  de por vida. Los P. monachus normalmente mantienen un tamaño de grupo familiar entre 4-5 individuos en promedio. La cría se aferra al vientre de la hembra  cuando son infantiles, y luego pasan a la espalda cuando se acercan a la edad de destete. Los machos se desplazan  en un área de 50 hectáreas, mientras que las hembras utilizan sólo el 33,5 ha.

### Reproducción
Cada pareja cría una sola cría por temporada de reproducción. Las hembras están en celo durante aproximadamente 18 días, y después de la fecundación la gestación demora aproximadamente 170 días. La cría al nacer pesa en promedio 120,67 g. La longevidad máxima de P. monachus spp., es de 25 años en cautiverio.

### Interacción interespecífica
Algunas veces han sido vistos con micos churucos (Lagothrix) o con chichicos (Saimiri) en bosques que crecen a orillas de los ríos, pero al parecer solo adoptan una actitud pasiva mientras las otras especies pasan por su lado. Soini (1987) cree que no busca activamente asociarse con otras. Igualmente se han observado asociaciones aparentemente pasivas con Alouatta sp. y Saguinus sp.. Soini (1987) observó en dos oportunidades a individuos de C. apella hostigando a un grupo de P. monachus.

### Interacciones con humanos
La influencia de la especie humana en el ambiente natural ha provocado un gran impacto negativo hasta el punto de convertirnos en amenaza para la supervivencia de las especies, por ello, una de las principales amenazas para P. monachus es la pérdida de hábitat debido a los asentamientos humanos y los cambios de uso del suelo. Además es objeto de caza, lo cual ocasiona una disminución notable de la población.

## Fósiles
Los Pithecidae o Pithecinae como eran descritos en la anterior clasificación donde se incluían en la familia Cebidae son conocidos desde el Mioceno medio con fósiles encontrados en Colombia siendo Cebupithecia sarmienloi.

## Conservación
P. m. monachus parece ser una especie común dentro de su área de distribución en Colombia, por lo cual no se considera amenazada. Esta especie  está  calificado como de "Preocupación Menor" por la UICN. Se incluye en el Apéndice II de CITES, que restringe el comercio internacional de los animales o sus partes. Sin embargo, P. m. milleri está clasificado en la IUCN como vulnerable puesto que el área de distribución está ubicada en una zona al sur del Caquetá y occidente del Putumayo que está seriamente alterada por los procesos de colonización. En teoría, la presencia de P. m. milleri en el Parque nacional natural La Paya puede ayudar a conservarla.